# BitchX
BitchX (conocido también como BX) es un popular cliente IRC de código abierto. La implementación inicial, escrita por "Trench" y "HappyCrappy", fue un script para el cliente ircII. Posteriormente fue escrito como aplicación por Colten Edwards (panasync). Su última versión estable es la 1.1, lanzada en el año 2004, y actualmente, después de un largo período de inactividad, un nuevo equipo de desarrollo ha tomado la iniciativa de modificar los bugs más conocidos que afectaban a esta versión. La versión actual en desarrollo, que necesita el software Subversion para ser instalada, es la 1.2c01-svn y puede ser descargada desde la página en SourceForge de este proyecto.
Está escrito en C, ejecutándose como aplicación de consola. Existe también una interfaz gráfica que usa el kit de herramientas GTK+. Se diseñó para entornos UNIX y se distribuye bajo licencia BSD. Algunas de sus características más importantes son:
- Admite IPv6
- Conexión simultánea a múltiples servidores
- Admite SSL
- No admite UTF-8
- Soporta TCL